# UFC Fight Night: Volkan vs. Smith
UFC Fight Night: Volkan vs. Smith (também conhecido como UFC Fight Night 138) foi um evento de MMA produzido pelo Ultimate Fighting Championship no dia 27 de Outubro de 2018, no Avenir Centre em Moncton, New Brunswick.

## Bônus da Noite
Os lutadores receberam $50.000 de bônus:
- Luta da Noite:  Nasrat Haqparast vs.  Thibault Gouti
- Performance da Noite:  Anthony Smith e  Don Madge